# 劉謨
劉謨（1418年—？），字應咨，江西吉安府安福縣人，民籍，明朝政治人物。同進士出身。

## 生平
江西鄉試第一百七十五名舉人。景泰五年（1454年）甲戌科會試第一百四十一名舉人，殿試登進士第三甲第五十一名。

## 家族
曾祖父劉崇高。祖父劉偕樂。父劉從誠。